# Dobruška Vranica
Dobruška Vranica (Dobroška Vranica, Dobruška Planina ili samo Dobruša) je organak planine Vranice u BiH.
Smještena je iznad naselja Dobrošin u uskopaljskoj općini. Omeđena je s dolinom Crndola na sjeveru i Vrbasa na jugu. Dobroška Vranica sadrži važnu koncentraciju biodiverzieta s ugroženim vrstama. Najviši vrh je Ledenice na 1964 metra nadmorske visine. Prekrivena je brojnim vrtačama. 
U jednoj plitkoj krškoj uvali nalazi se Dobruško jezero, drugo najviše u Bosni i Hercegovini.